# 讷伊普莱桑斯站
讷伊普莱桑斯站（法語：Gare de Neuilly-Plaisance）是位于法国巴黎东郊马恩河谷省讷伊普莱桑斯市的快速铁路车站，在法兰西岛大区快速铁路A4支线上。

## 概况
讷伊普莱桑斯站坐落在巴黎东郊，是法兰西岛大区快速铁路A4支线上的车站。自1977年12月9日开始投入使用。北部出入口可供行动不便和残疾人使用。两个站台上各有一部升降电梯。北出入口可达附近的长途汽车站（gare routière）。

### 乘客流量
据巴黎大众运输公司（RATP）的数据，2011年伊普莱桑斯站的入站乘客总人次数为4647935人次。

## 服务
讷伊普莱桑斯站在正常时段的发车频率是10分钟一班。高峰时段的发车频率是每小时6到12班。晚间的发车频率是15分钟一班。
2008年2月4日起讷伊普莱桑斯站并不像A4线的另一些车站一样增加了列车班次，发车频率保持不变，只在每日的高峰时段增加为5分钟一班。经过的班次都是以大努瓦西东山站为终端站的短线列车，增发的班次可能是以托尔西站为终端站。开往马恩拉瓦莱-谢西站或从马恩拉瓦莱-谢西站始发的列车不再停靠讷伊普莱桑斯站。前往讷伊普莱桑斯站或从讷伊普莱桑斯出发前往大努瓦西东山站以东（马恩拉瓦莱-谢西方向）各站的旅客需要在大努瓦西东山站换乘。

## 换乘路线
讷伊普莱桑斯站位于巴黎三环（zone 3），没有与其他地铁、快铁或高铁接轨。车站口有接驳邻近地区的公交车线路：
- RATP公交线路：  113，114，203，214
- 晚间公交线路（Noctilien）： N34，N141